# Національна дорога 66 (Польща)
Національна дорога 66 (пол. Droga krajowa nr 66, DK66) — національна дорога протяжністю 114 км, розташована в Підляському воєводстві.

## Маршрут

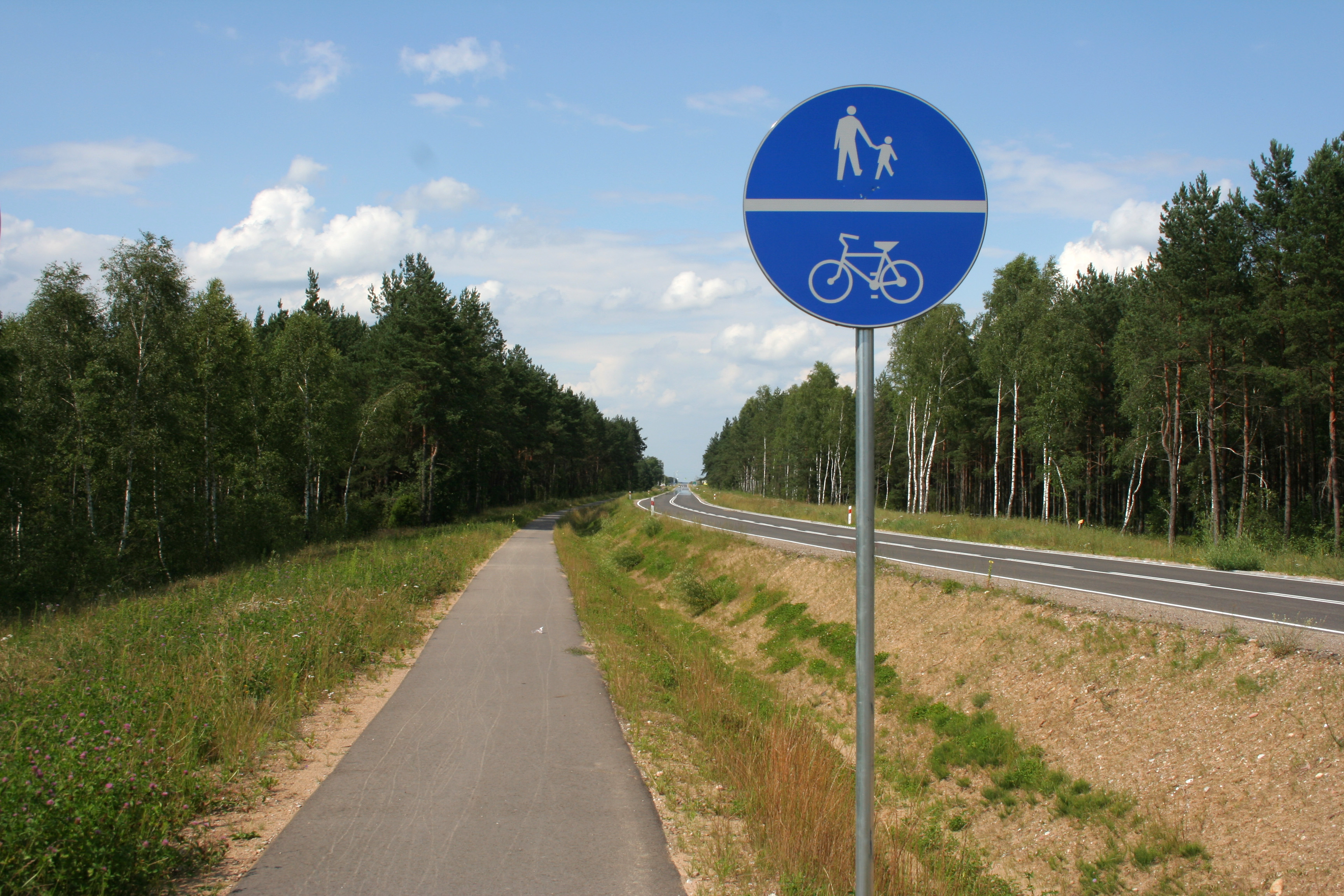
Національна дорога 66 в Черемха-Весь.

Ця дорога з'єднує Замбрів з кордоном з Білорусією в Половцях.
Пролягає через Високомазовецьку височину та Більську височину.
Цей маршрут пролягає через Замбрівський повіт (Замбрів, гміна Замбрув), Високомазовецький повіт (гміна Високе-Мазовецьке, Високе-Мазовецьке, гміна Шепетово, Шепетово), Більський повіт (гміна Бранськ, гміна Більськ-Підляський, Більськ-Підляський, гміна Орля) i Гайнівський повіт (гміна Кліщелі, гміна Черемха). Повністю проходить Підляське воєводство.
Використовуючи національну дорогу № 63 у Замбруві, маршрут з'єднує північно-західну Білорусь зі швидкісною дорогою S8, а отже, з Варшавою та Ломжею.

## Допустиме навантаження на вісь
З 13 березня 2021 року на дорогах дозволено рух транспортних засобів з навантаженням на одну ведучу вісь до 11,5 тонн.

### До 13 березня 2021 року
Раніше на автомобільну дорогу державного значення № 66 діяли обмеження щодо допустимого навантаження на одну вісь:
| Знак | Допустимий навантаження | Ділянка |
| ---- | ----------------------- | --- |
| DK66 | до 10 тонн              | Замбрів (63, перехрестя Мазовецького артилерійського запасного кадетського училища) — Високе-Мазовецьке — Бранськ — Бєльськ Подляський (19, вул. польське військо) |
| DK66 | до 8 тонн               | Більськ-Підляський (19, алея Юзефа Пілсудського) — Кліщелі — Черемха — Половці — державний кордон                                                                  |

## Туристичні пам'ятки
Дорога 66 раніше була позначена як дорога на Біловежу, тепер вона позначена як дорога на Більськ Підляський. Цей маршрут з'єднує Біловезький національний парк, Наревський національний парк і Марійський санктуарій у Годишеві з рештою країни.

## Економіка
На національній дорозі 66 розташовані або поблизу неї такі компанії, як Mlekovita у Високому Мазовецькому або Dobroplast (виробництво вікон) у Старому Лясковці. У Замброві біля вул. Мазовецька є Замбрувською філією GDDKiA. Значна частина сільськогосподарських угідь на дорозі 66 є сільськогосподарськими.

## Будівництво та ремонт
У 2010 році розпочато реконструкцію ділянки Осипи Лепертовизна — Шепетово (приблизно 14 км) та відремонтовано ділянку Замбрув — Осипи Лепертовізна.
У майбутньому цю дорогу має перетинати запланована південно-східна об'їзна Замбрува, яка стане новою ділянкою національної дороги № 66 і дозволить об'їхати Замбрув та Волю Замбровську з півдня. Крім того, дорога має перетинати плановану швидкісну трасу S19.